# إليزابيث إيفيلين رايت
إليزابيث إيفيلين رايت (بالإنجليزية: Elizabeth Evelyn Wright)‏ هي مربية أمريكية، ولدت في 3 أبريل 1872 في تالبوتون في الولايات المتحدة، وتوفيت في 14 ديسمبر 1906 في باتل كريك في الولايات المتحدة.